# 荒木田盛員
荒木田 盛員（あらきた もりかず、1632年10月22日（寛永9年9月9日）- 1687年10月31日（貞享4年9月26日））は、江戸時代前期の国学者、神職である。本姓は堤。通称は源助、刑部、猪之助等。

## 経歴・人物
伊勢神宮の内宮の禰宜であった荒木田盛徴の長男として生まれる。父の跡を継ぎ禰宜となり、神道に関する多くの著書を出版した。
中でも盛員が著した代表的な著書である『鸚鵡抄』（1685年（貞享2年）刊行）は13年かけて執筆し、100巻からなる本格的な百科事典として有名となった。その中には父が継いだ禰宜を大成するための雅言が残され、当時の天皇であった霊元天皇から好評を得る等国学者として有名となった。
なお現在、この辞書は現在国立国会図書館や静嘉堂文庫が一部所蔵している。